# 小早川四郎
小早川 四郎（こばやかわ しろう、1871年9月11日（明治4年7月27日） - 1957年（昭和32年）2月10日）は、明治から昭和期の宮内官、政治家、華族。貴族院男爵議員、宮中顧問官。旧姓・毛利。

## 略歴
元長州藩主・毛利元徳の四男として生まれる。兄小早川三郎の死去に伴い、その死跡を1883年5月24日に継承した。1884年7月8日、男爵を叙爵。
慶應義塾幼稚舎（同窓に広沢金次郎、九鬼隆輝が居る）を経て、1885年（明治18年）2月、ドイツ帝国に留学し、1897年（明治30年）8月に帰国した。その後、宗秩寮審議官、侍従次長、宮中顧問官などを務めた。
1898年（明治31年）4月15日、貴族院男爵議員補欠選で当選し、研究会に所属して活動し、1922年（大正11年）3月23日に辞職するまで4期在任した。

## 栄典
- 1926年（大正15年）4月26日 - 勲二等瑞宝章[12]
- 1940年（昭和15年）8月15日 - 紀元二千六百年祝典記念章[13]

## 親族
- 父：毛利元徳（1839年 - 1896年）
- 養父：小早川三郎（1870年 - 1883年）
- 妻：式子（つねこ、1881年 - 1928年）- 毛利元敏の三女：母方のいとこにあたる[1]。
  - 養子：小早川元治（1907年 - ?）- 毛利元昭の次男[1]。